# Бурлюк, Алла Леонидовна
Алла Леонидовна Бурлюк (27 ноября 1935, Полтавщина — 5 ноября 1998, Киев) — украинская актриса. Народная артистка УССР (1979).

## Биография
Родилась в селе Переволочка (снят с учёта административных единиц в связи с затоплением, жителей переселили в село Светлогорское Полтавской области).
В 1957 году окончила Харьковский институт театрального искусства (преподаватель Иван Александрович Марьяненко).
Работала:
- в 1957—1959 годах — в Киевском театре транспорта;
- в 1959—1960 годах — в Сталинском областном русском драматическом театре (ныне Донецк);
- в 1962—1979 годах — в Донецком украинском музыкально-драматическом театре.
- с 1979 года — в Киевском молодёжном театре.

Также вела концертную деятельность.
Актриса яркого драматического темперамента. В создании образа сочетала психологическую убедительность и эксцентричность, гротеск.
Скончалась 5 ноября 1998 года, похоронена вместе с семьей на Байковом кладбище (участок № 49а).

## Роли
- Прися («Шельменко-денщик» Григория Квитки-Основьяненко).
- Гелена («Варшавская мелодия» Леонида Зорина).
- Секлета («За двумя зайцами» Михаила Старицкого).
- Марина («Марина» Николая Зарудного).
- Сарра («Иванов» Антона Чехова).
- Ольга («Три сестры» Антона Чехова).
- Мезальянсова («Баня» Владимира Маяковского).
- Комиссар («Оптимистическая трагедия» Всеволода Вишневского).
- Старая («И сказал Бы» А. Шипенко).
- Барба («Вей, ветерок!» Яна Райниса).
- Луиза («Коварство и любовь» Фридриха Шиллера).